# Улица Олеся Гончара (Киев)
Улица Оле́ся Гончара́ (укр. вулиця Олеся Гончара) — улица в Шевченковском районе города Киева, местность Старый Киев. Пролегает от Большой Житомирской улицы до Галицкой площади.
К улице прилегают улицы Сретенская, Рейтарская, Ярославов Вал, Михаила Коцюбинского, Чеховский переулок, улицы Богдана Хмельницкого, Гоголевская и Александра Конисского.

## История
Возникла в 1830—1850-е годы. Большая часть улицы была проложена через овраг, служивший свалкой бытовых отходов; вплоть до конца XIX века улица застраивалась медленно. Впервые упоминается в 1834—1836 годах как Маловладимирская (в честь св. Владимира для отличия от одной из главных улиц Киева — Владимирской).
В 1911 году Маловладимирская улица была переименована в Столыпинскую в честь российского государственного деятеля, премьер-министра Российской империи П. А. Столыпина, убитого в Киеве. Смертельно раненый 1 сентября 1911 года в Киевской опере, Столыпин скончался 5 сентября в клинике Маковского (бывш. Качковского) на Маловладимирской (современный адрес — дом № 33). На некоторых дореволюционных планах старое название «Маловладимирская» по-прежнему указывалось после «Столыпинская» в скобках.
В 1919 году Столыпинскую улицу переименовали в улицу Григория Гершуни в честь эсера-террориста Григория Гершуни. В 1937 году улица Гершуни стала улицей Ладо Кецховели, в честь Ладо Кецховели, грузинского социал-демократа. Однако всего через два года улица получила уже пятое название — Чкалова, в честь погибшего в ноябре 1938 года лётчика Валерия Чкалова. В сквере на улице был установлен памятник Чкалову. Имя Кецховели «переехало» на Воздвиженскую улицу, которая носила его до 1984 года.
В 1941—1943 годах во время нацистской оккупации улица Чкалова называлась улицей Антоновича в честь российского (южнорусского) историка XIX века В. Б. Антоновича.
В 1996 году состоялось седьмое, последнее переименование улицы — в честь скончавшегося в 1995 году украинского писателя Олеся Гончара. Памятник Гончару украсил сквер рядом с улицей Гончара на углу улиц Коцюбинского и Чапаева.

## Памятники архитектуры
- Дом 33 — Жилой дом с медицинской клиникой П. Е. Качковского, позднее — хирургическая больница доктора медицины И. С. Маковского (модерн)
- Дом 44 — Доходный дом проф. Г. Г. Де-Менца (неоготика)
- Дом 60 — Доходный дом доктора Лапинского (неоготика)

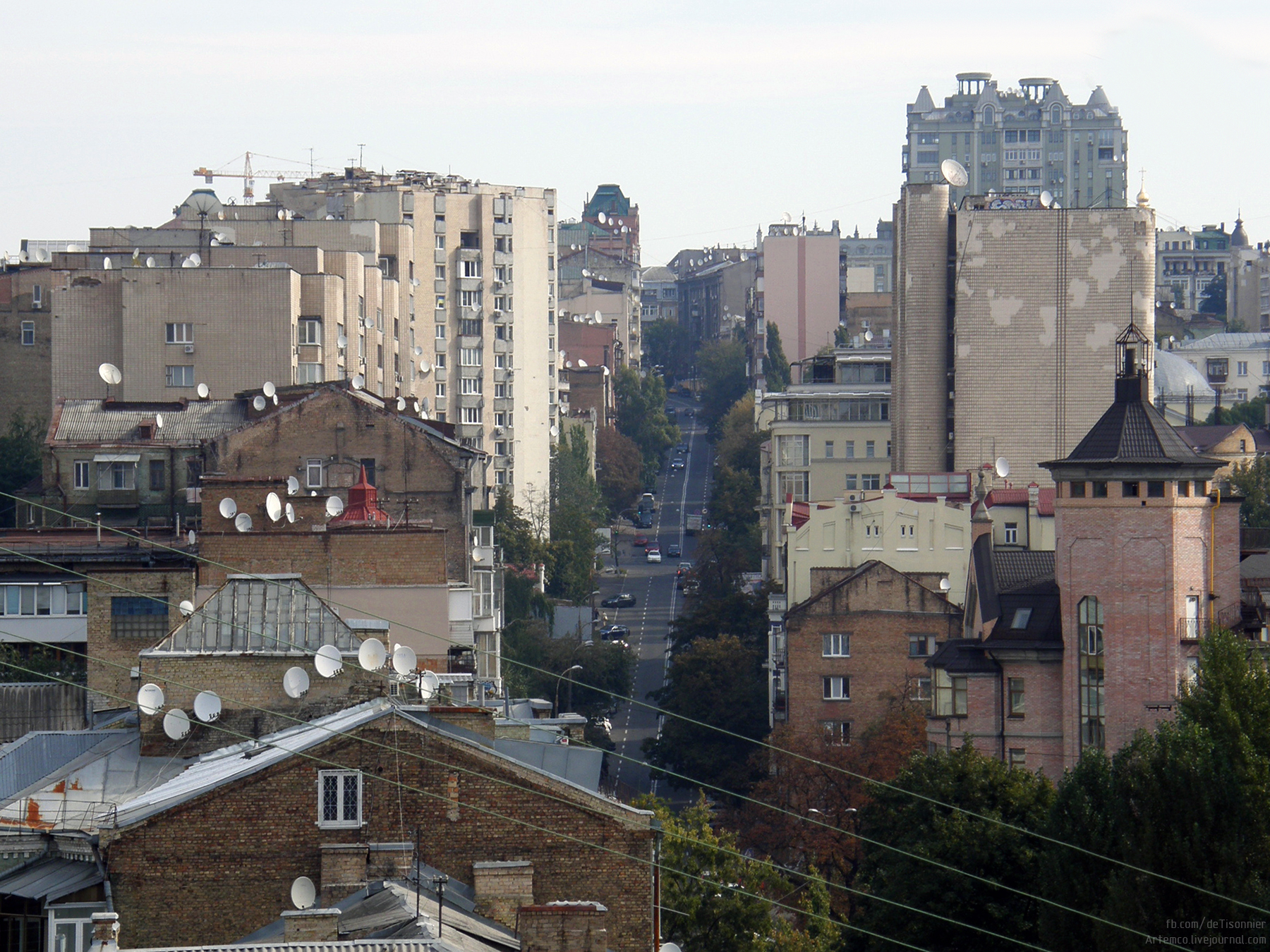
Улица Олеся Гончара
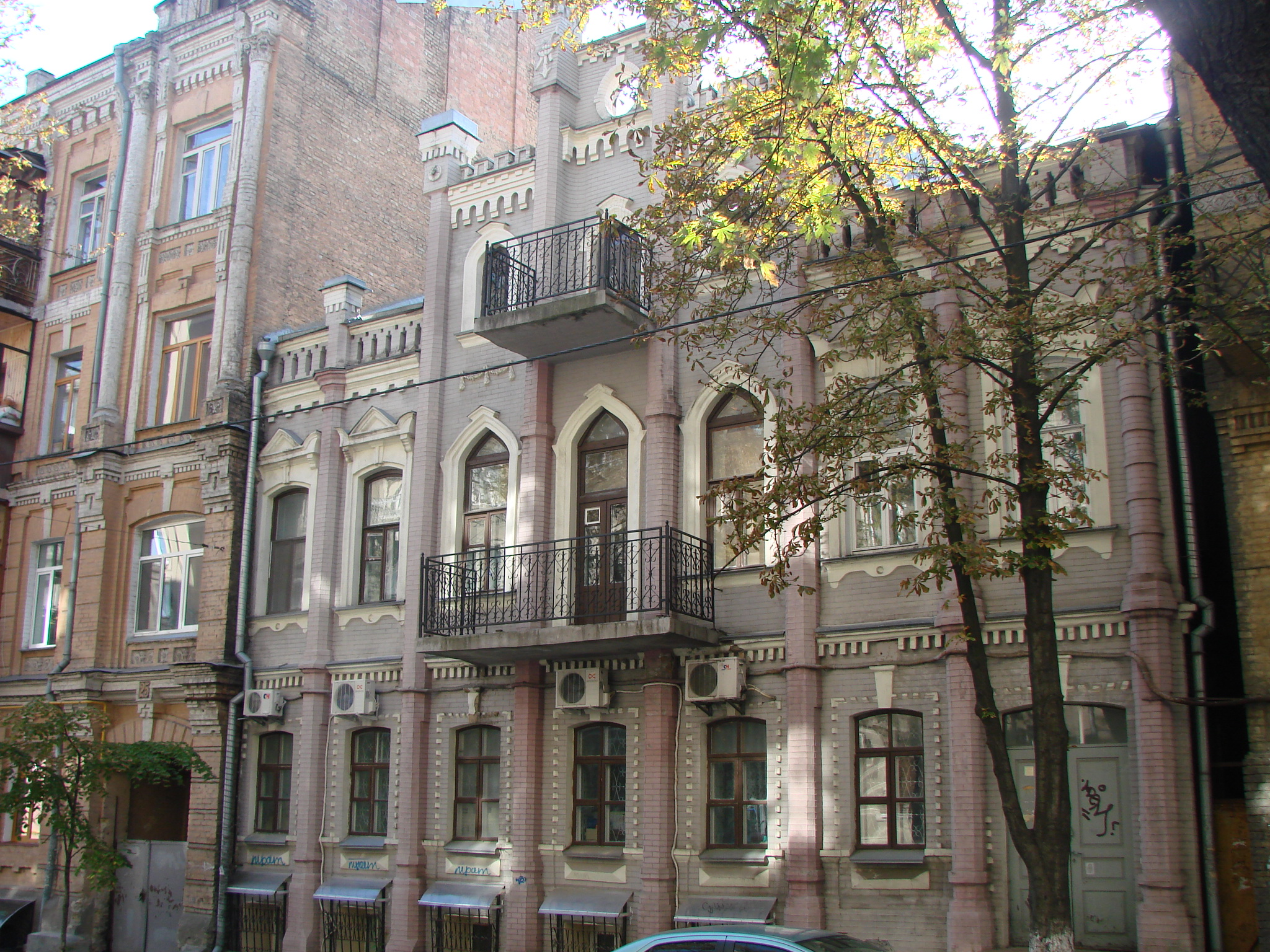
Дом № 25а
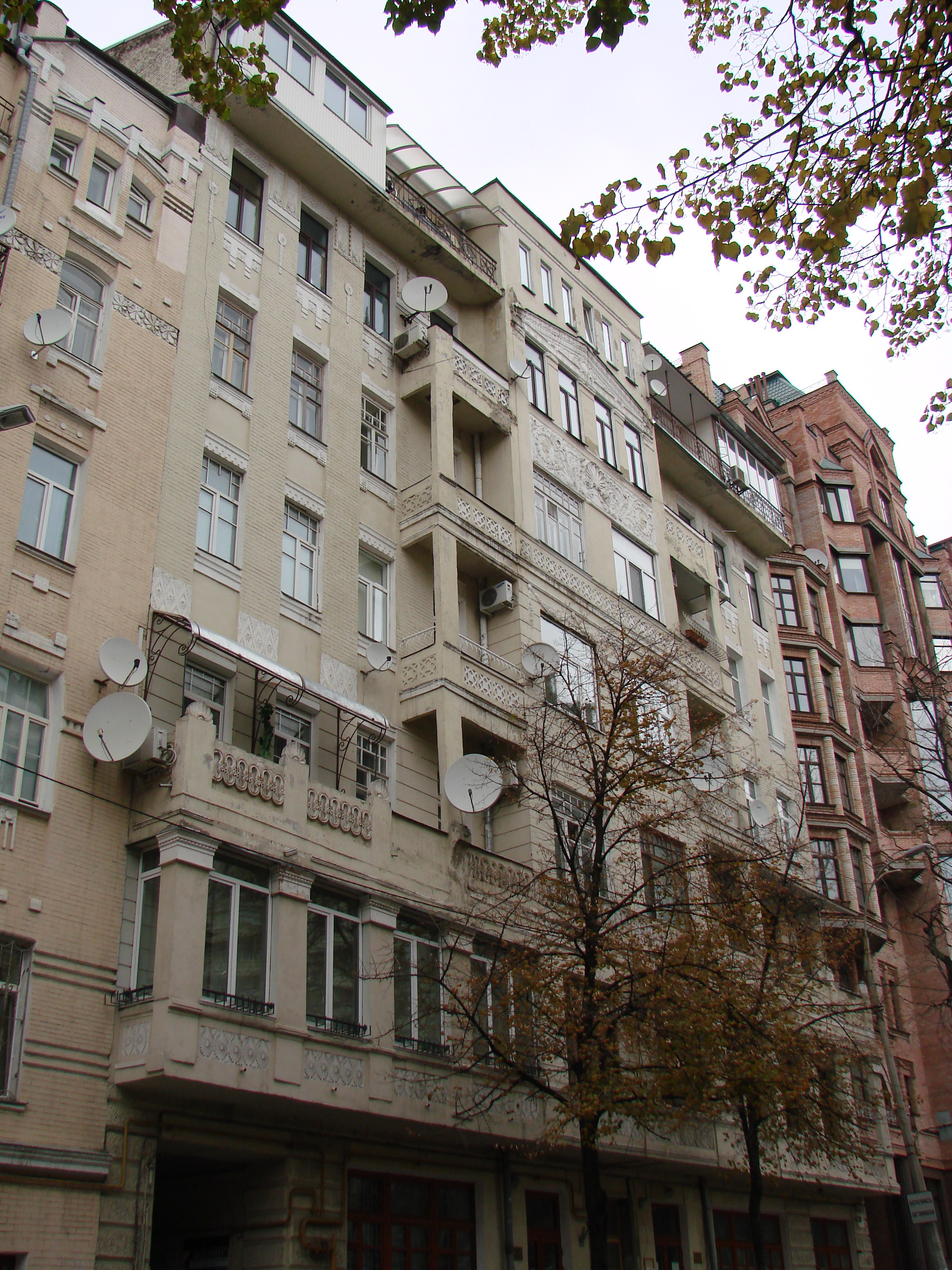
Дом № 30
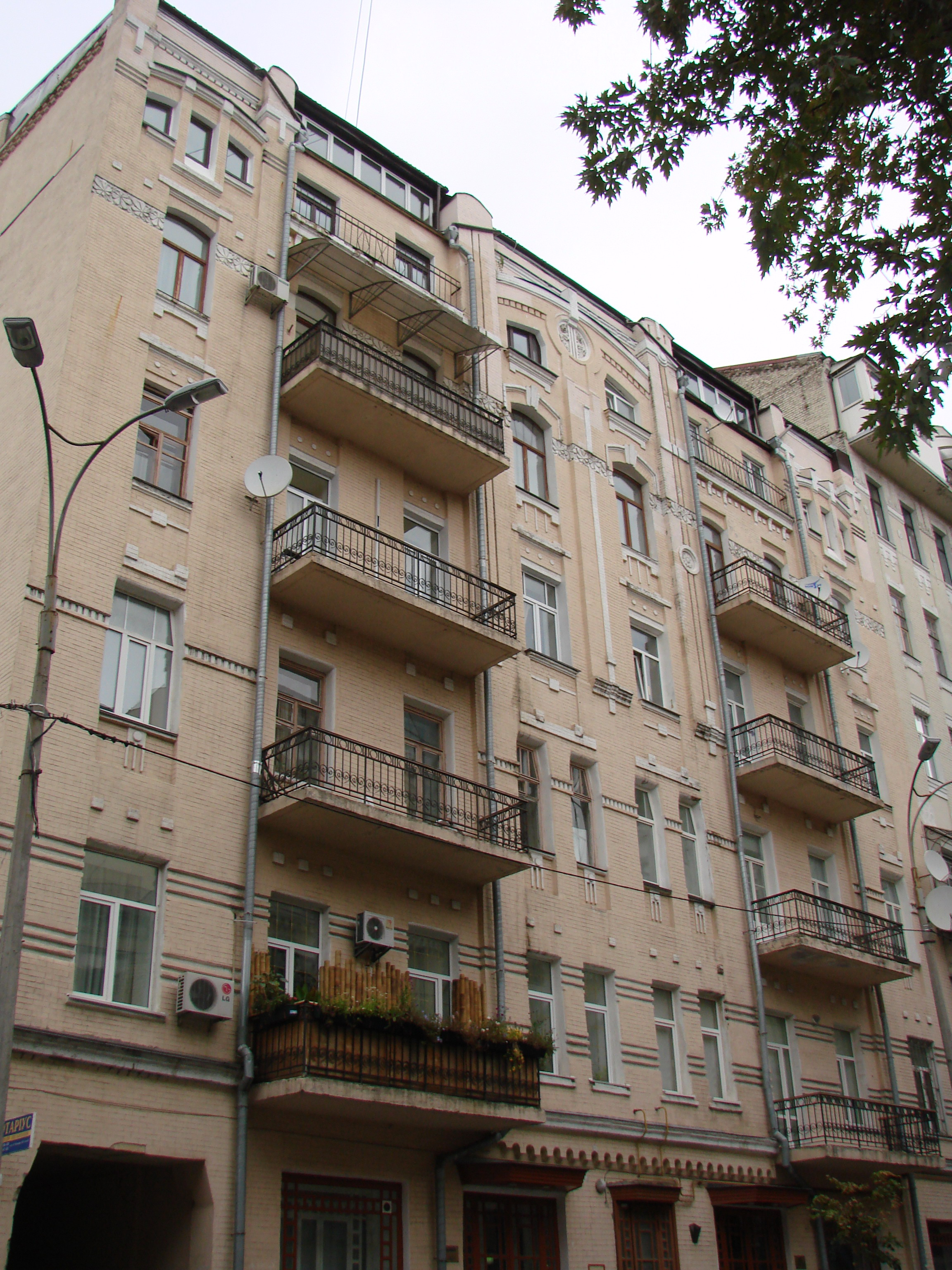
Дом № 32
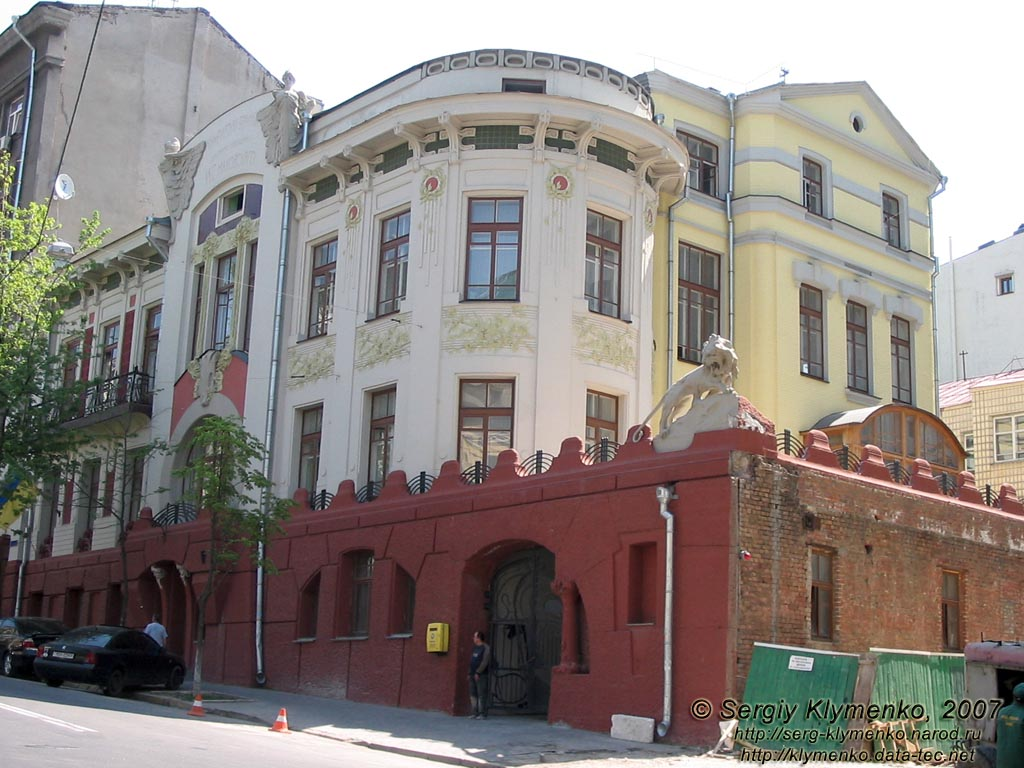
Дом № 33
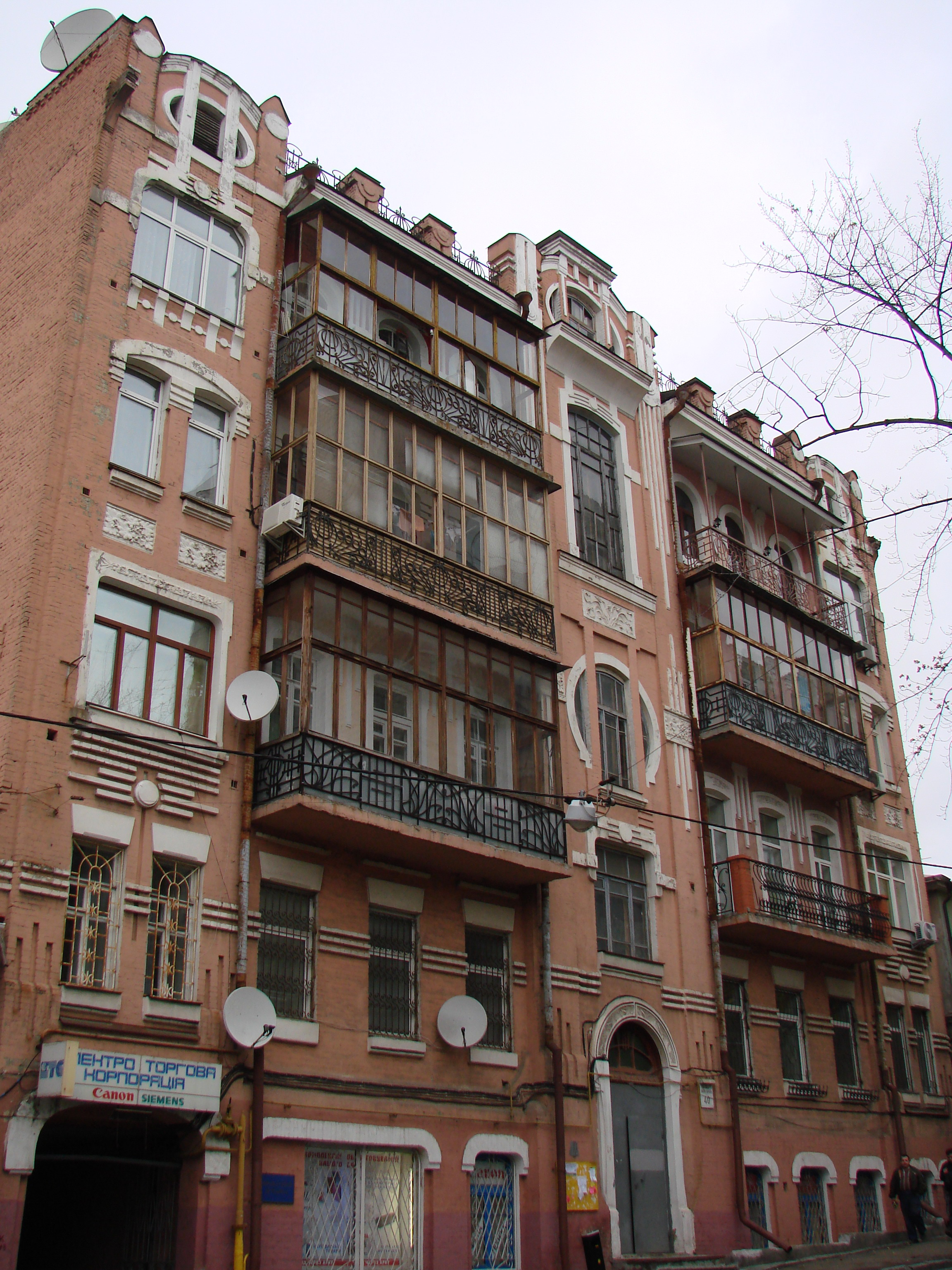
Дом № 40
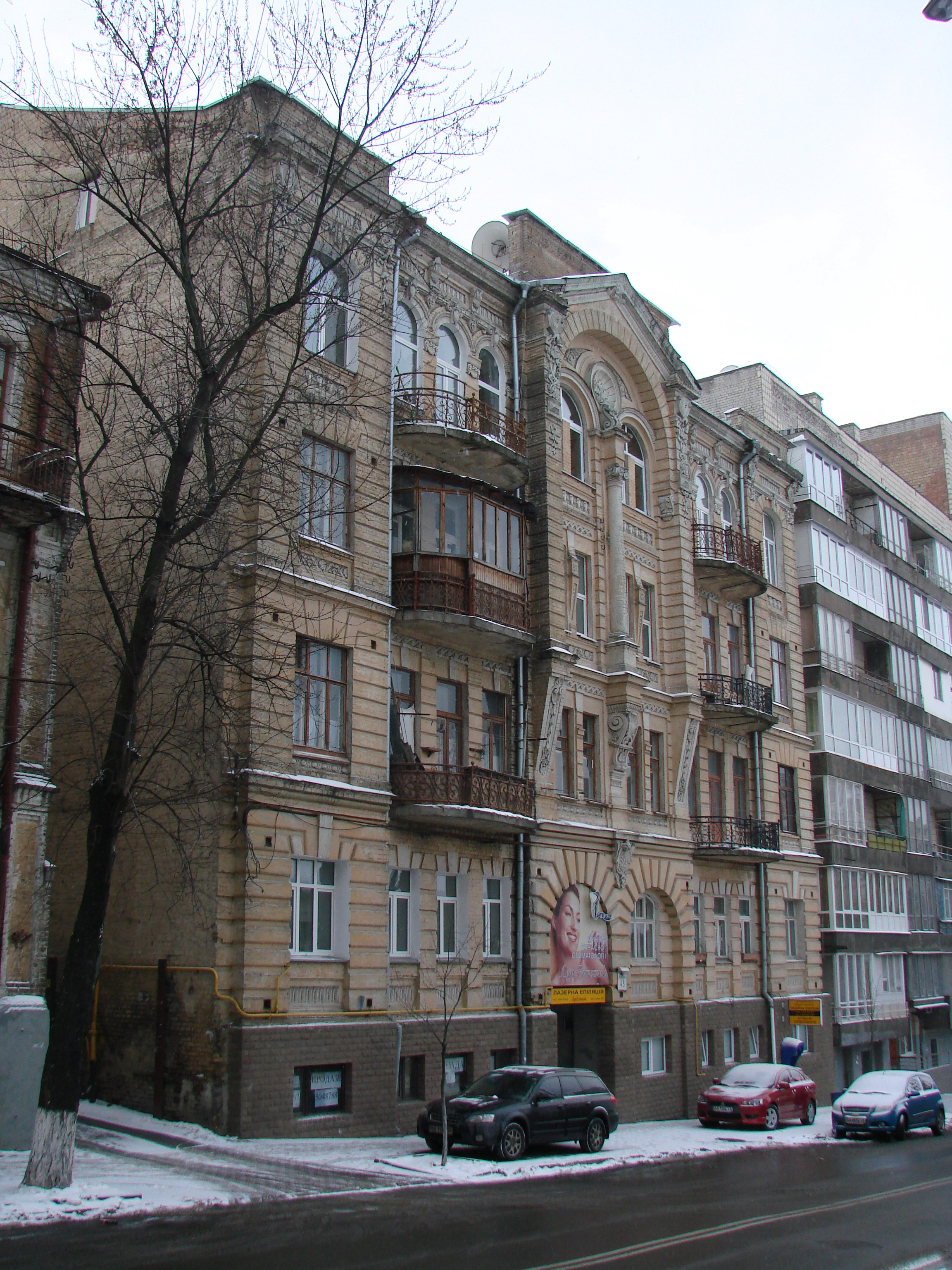
Дом № 45
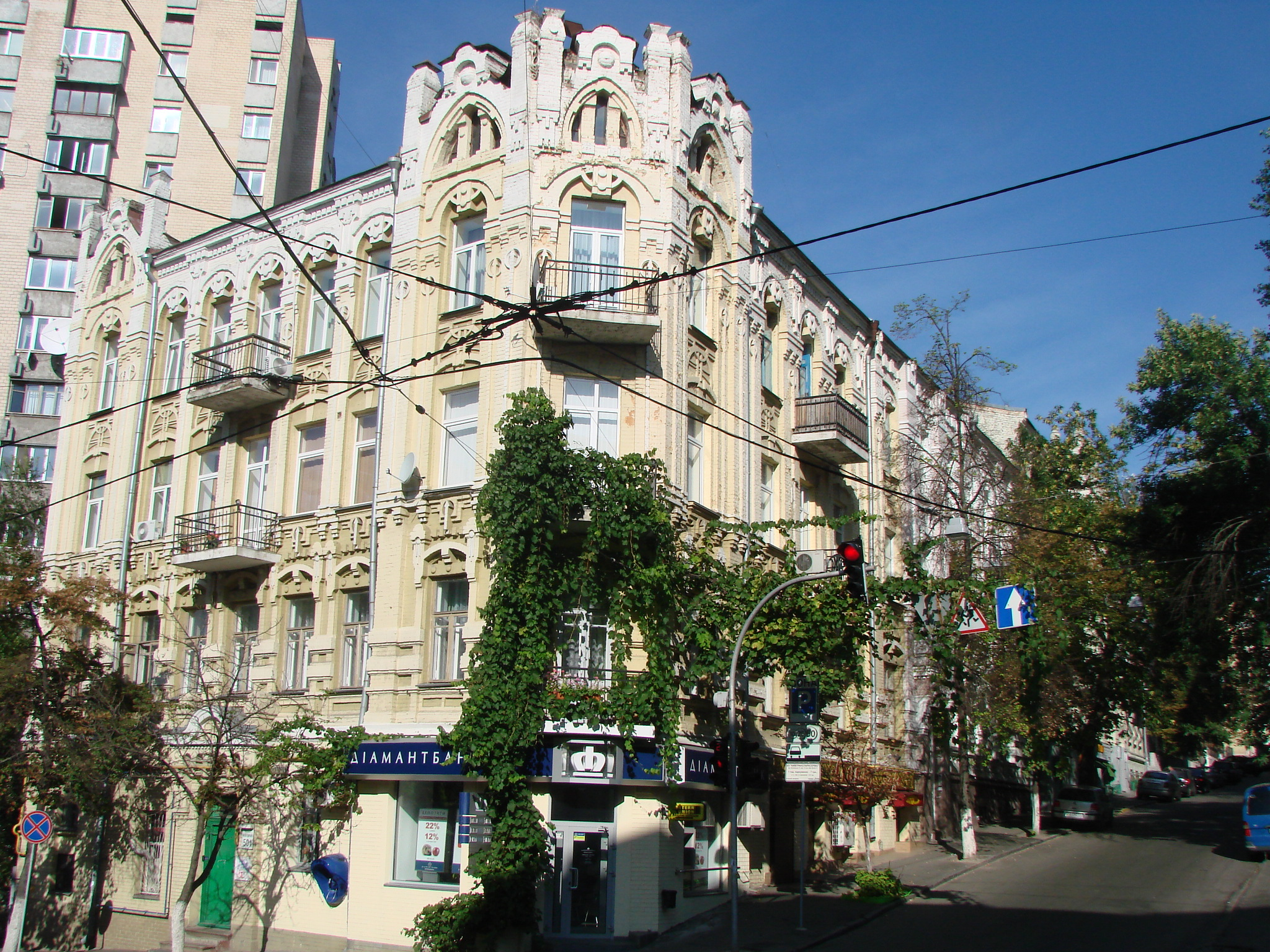
Дом № 50/1
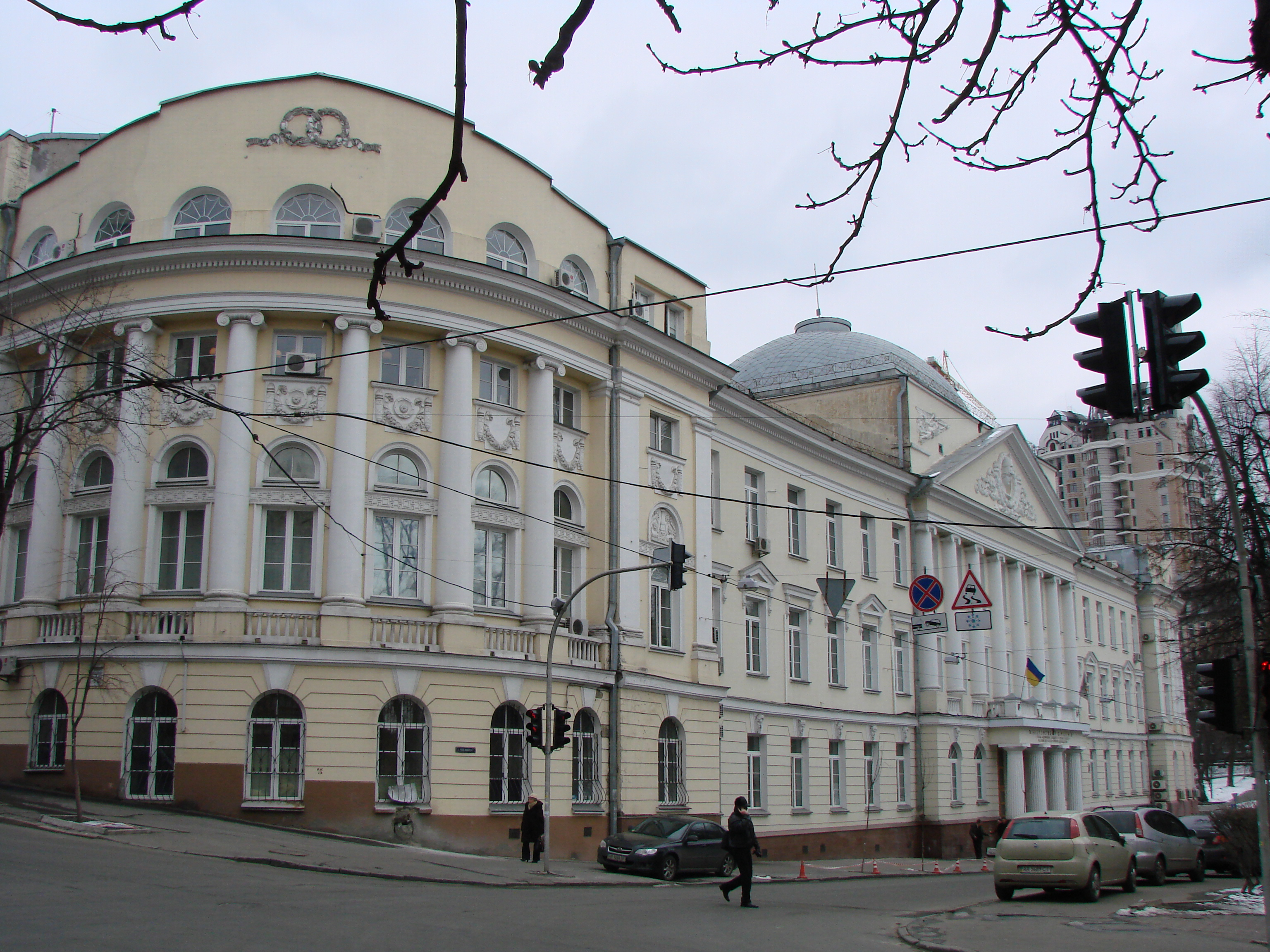
Дом № 55
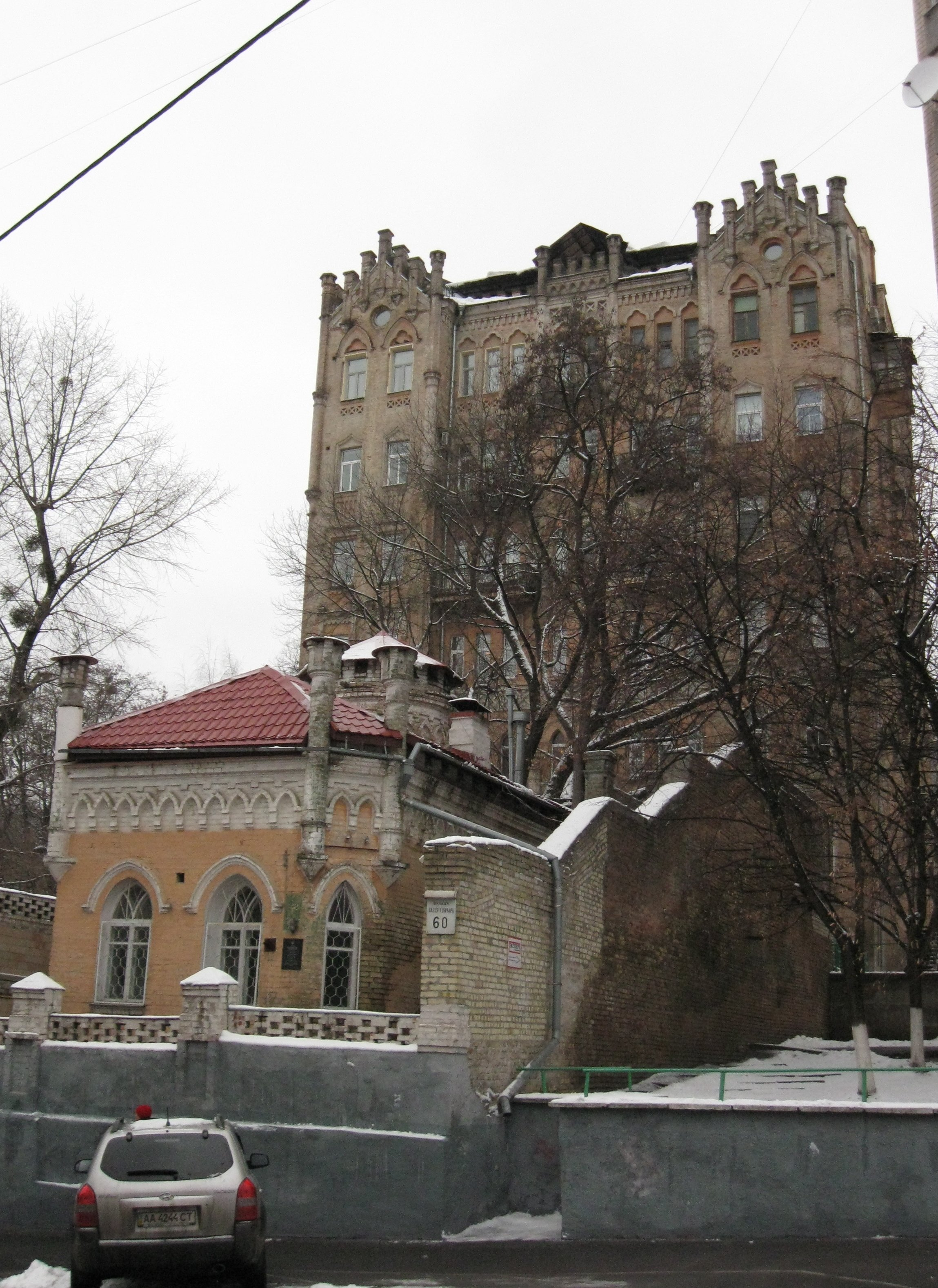
Дом № 60
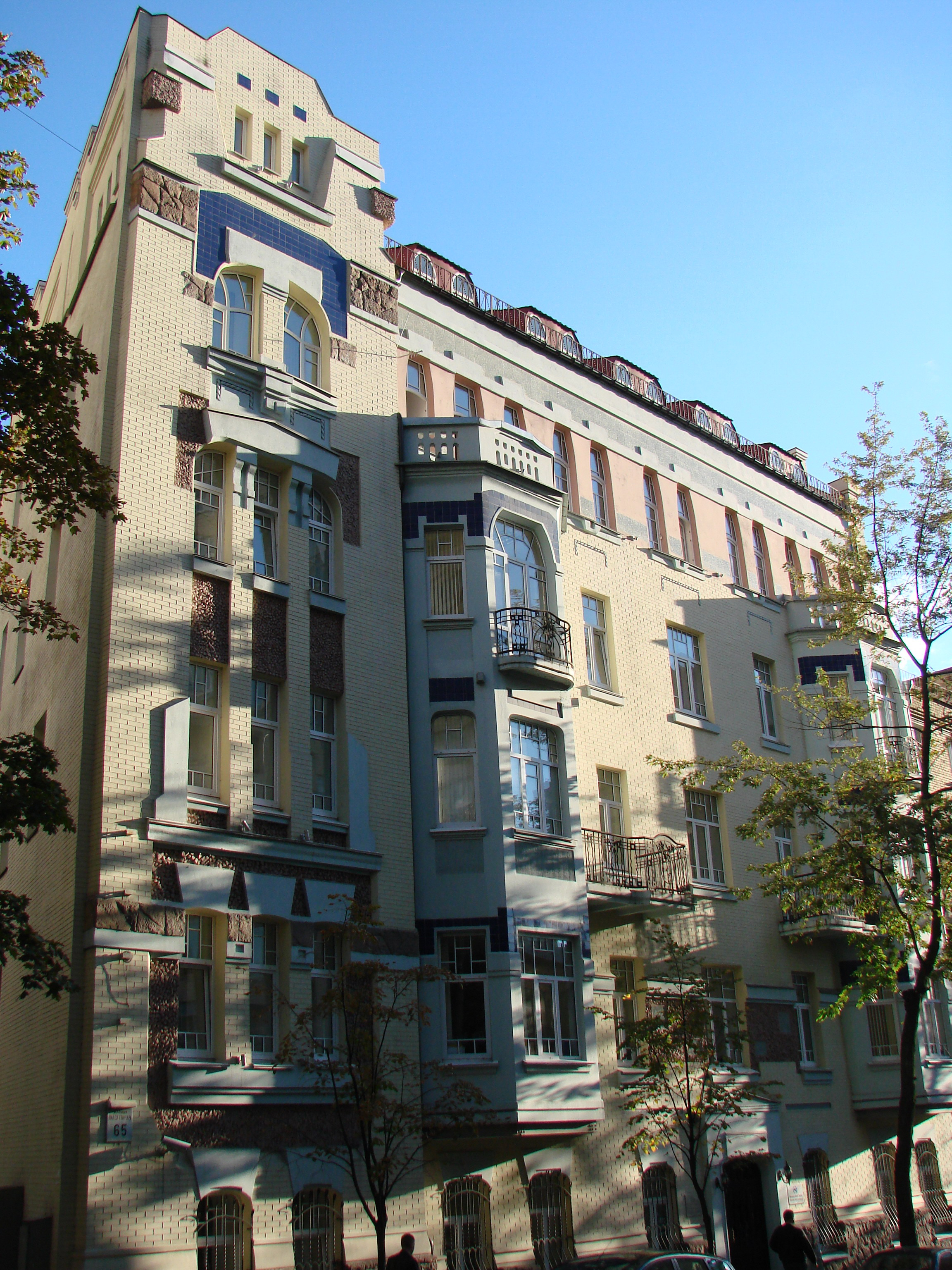
Дом № 65
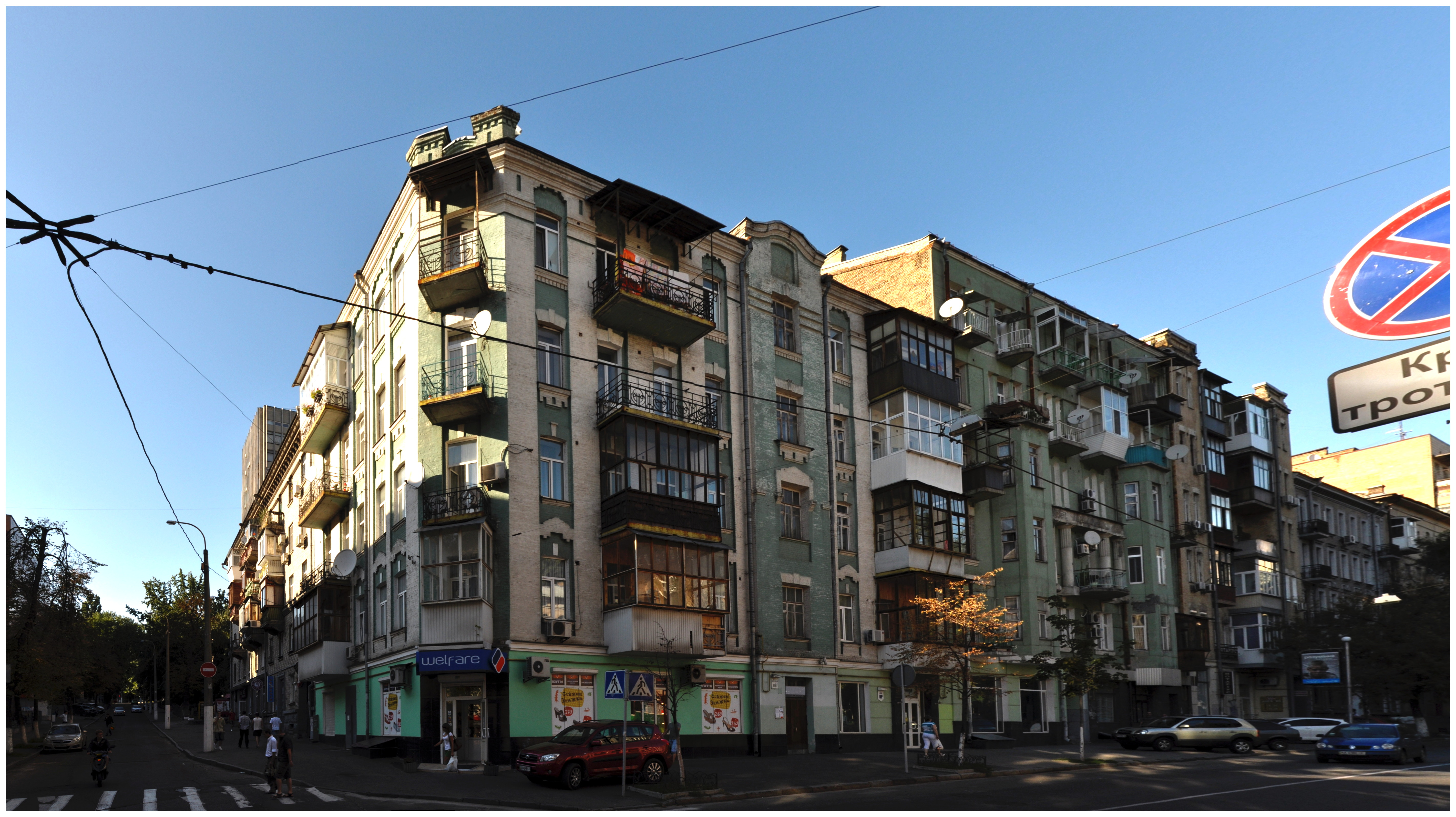
Дом № 88
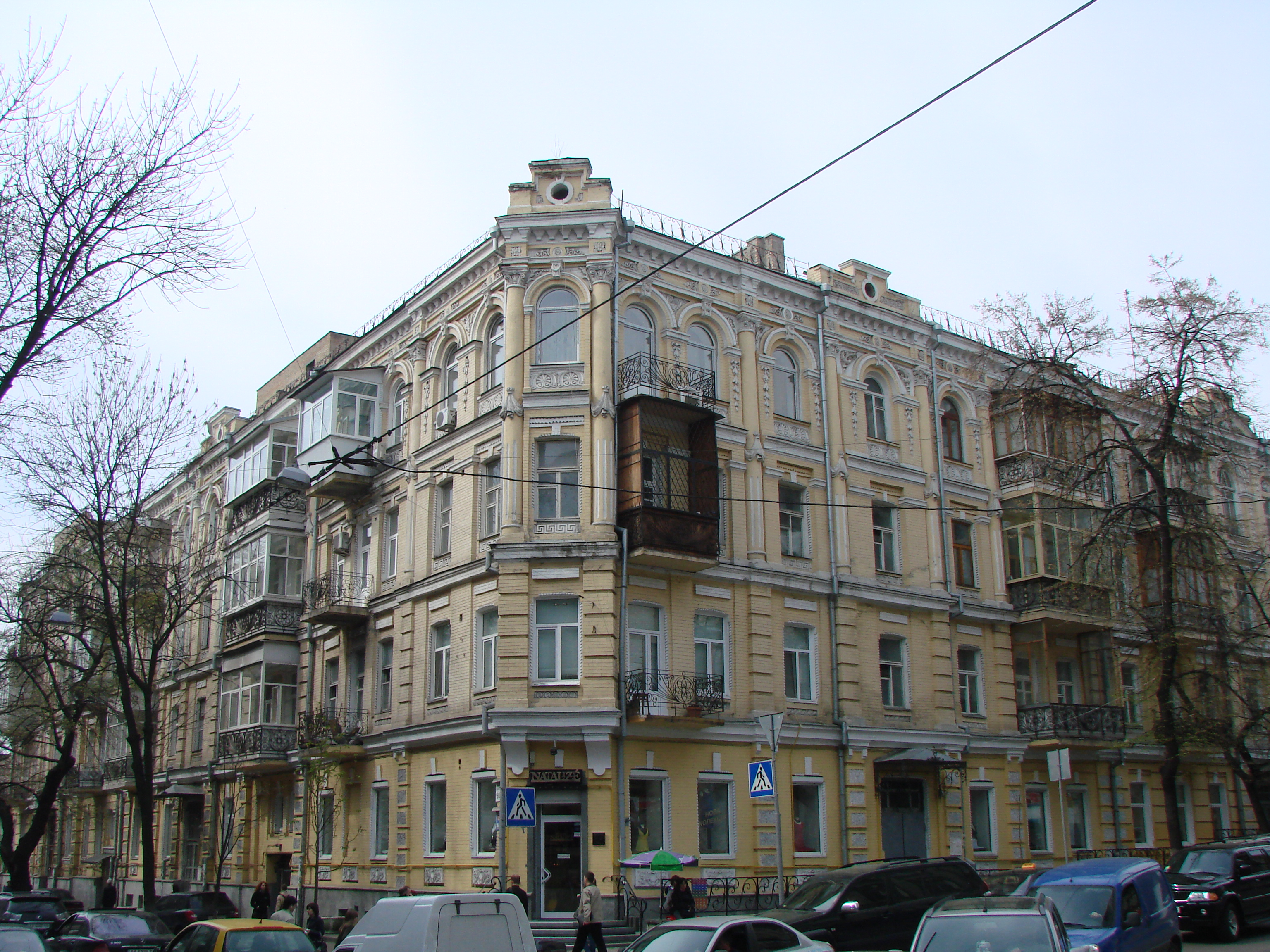
Дом № 90/92